# Глухий зубний фрикативний
Глухі зубні (дентальні) фрикативні — приголосні звуки. Символ Міжнародного фонетичного алфавіту для позначення цих звуків залежить від того чи описується сибілянт.

## Глухий зубний несибілянтний фрикативний
Глухий зубний фрикативний  — тип приголосного звука, що існує в деяких людських мовах (англійській, сучасній грецькій, іспанській, башкирській, туркменській). Символ Міжнародного фонетичного алфавіту для цього звука — θ, а відповідний символ X-SAMPA — T.

### Властивості
- Тип фонації — глуха, тобто цей звук вимовляється без вібрації голосових зв'язок.
- Спосіб творення — фрикативний, тобто один артикулятор наближається до іншого, утворюючи вузьку щілину, що спричиняє турбулентність.
- Місце творення — зубне, тобто він артикулюється язиком проти верхніх і/або нижніх зубів.
- Це ротовий приголосний, тобто повітря виходить крізь рот.
- Це центральний приголосний, тобто повітря проходить над центральною частиною язика, а не по боках.
- Механізм передачі повітря — егресивний легеневий, тобто під час артикуляції повітря виштовхується крізь голосовий тракт з легенів, а не з гортані, чи з рота.

### Приклади
| Мова                      | Мова                      | Слово | МФА            | Значення   | Примітки |
| ------------------------- | ------------------------- | --- | -------------- | ---------- | --- |
| Албанська                 | Албанська                 | thotë | [θɔtə]         | 'він каже' | |
| Амамі                     | Амамі                     | [θeda] | [θeda]         | 'сонце'    | |
| Англійська                | Англійська                | thin | [θɪn]          | 'тонкий'   | Див. Англійська фонетика                                                                                            |
| Арабська                  | Стандартна                | ثَانِيَة | [ˈθaːnija] д·і | 'секунда'  | Графічне представлення — ث. Див. Арабська фонетика.                                                                 |
| Арапахо                   | Арапахо                   | yoo3on | [jɔːθɔn]       | 'бджола'   | |
| Асирійська новоарамейська | Асирійська новоарамейська | [beθa] | [beθa]         | 'будинок'  | Вживається здебільшого в діалектах Тьярі, Барварі, Телль-Кайфа, Батная, Алькуша; вимовляється як t в інших говорах. |
| Башкирська                | Башкирська                | уҫал | [uθɑɫ]         | 'сердитий' | |
| Берта                     | Берта                     | [θɪ́ŋɑ̀] | [θɪ́ŋɑ̀]         | 'їсти'     | |
| Бірманська                | Бірманська                | [[[Бірманське письмо\|သုံး]]/thon:] Помилка: {{Lang}}: письмо: mymr не підтримується для коду: my (допомога)         | [θòʊ̃]          | 'три'      | |
| Валійська                 | Валійська                 | saith | [saiθ]         | 'сім'      | |
| Венеційська               | Східні говірки            | çinque | [ˈθiŋkwe]      | 'п'ять'    | Відповідає /s/ в інших говірках.                                                                                    |
| Волайтта                  | Волайтта                  | shiththa | [ɕiθθa]        | 'квітка'   | |
| Гавасупай-валапай-явапай  | Діалект гавасупай         | [θerap] | [θerap]        | 'five'     | |
| Гавасупай-валапай-явапай  | Діалект валапай           | [θarap] | [θarap]        | 'five'     | |
| Гавасупай-валапай-явапай  | Діалект явапай            | [θerapi] | [θerapi]       | 'five'     | |
| Галісійська               | Більшість говірок         | cero | [ˈθɛɾʊ]        | 'нуль'     | Зливається з /s/ у s у західних говірках. Див. Галісійська фонетика                                                 |
| Ган                       | Ган                       | nihthän | [nihθɑn]       | 'я хочу'   | |
| Гвено                     | Гвено                     | [riθo] | [riθo]         | 'око'      | |
| Гвічин                    | Гвічин                    | thał | [θaɬ]          | 'штани'    | |
| Емільяно-романьйольська   | Емільяно-романьйольська   | faza | [ˈfaːθɐ]       | 'обличчя'  | |
| Іврит                     | Іракський діалект         | עברית | [ʕibˈriːθ]     | 'іврит'    | Див. Фонетика івриту                                                                                                |
| Іврит                     | Єменський діалект         | עברית | [ʕivˈriːθ]     | 'іврит'    | Див. Фонетика івриту                                                                                                |
| Іспанська                 | Кастильська               | cazar | [käˈθär]       | 'полювати' | Міжзубний. Див. Іспанська фонетика і Ceceo                                                                          |
| Італійська                | Тосканська                | i capitani | [iˌhäɸiˈθäːni] | 'капітани' | Інтервокальний алофон звука /t/. Див. Італійська фонетика і Тосканський придих                                      |
| Кабільська                | Кабільська                | ṯafaṯ | [θafaθ]        | 'світло'   | |
| Каренські мови            | Сьгав                     | [θø˧] | [θø˧]          | 'три'      | |
| Карук                     | Карук                     | [jiθa] | [jiθa]         | 'один'     | |
| Квама                     | Квама                     | [mɑ̄ˈθíl] | [mɑ̄ˈθíl]       | 'сміятися' | |
| Корнська                  | Корнська                  | eth | [ɛθ]           | 'вісім'    | |
| Леонська                  | Леонська                  | ceru | [θeɾu]         | 'нуль'     | |
| Маса                      | Маса                      | [faθ] | [faθ]          | 'п'ять'    | |
| Нґен                      | Нґен                      | [θar] | [θar]          | 'чотири'   | |
| Нетхальп                  | Нетхальп                  | [θar] | [θar]          | 'чотири'   | |
| Новогрецька               | Новогрецька               | θάλασσα | [ˈθalasa]      | 'море'     | Див. Новогрецька фонетика                                                                                           |
| Сааніч                    | Сааніч                    | TÁŦES | [teθʔəs]       | 'вісім'    | |
| Сардинська                | Нуорський діалект         | petha | [pɛθa]         | 'м'ясо'    | |
| Сіу                       | Лакота                    | ? | [ktũˈθa]       | 'чотири'   | |
| Сок-фокс                  | Сок-фокс                  | [nɛθwi] | [nɛθwi]        | 'три'      | |
| Суахілі                   | Суахілі                   | [[[Суахілі (мова)#Писемність\|thamini]]] Помилка: {{Lang}}: письмо: latn не підтримується для коду: sw (допомога) | [θɑmini]       | 'вартість' | |
| Танакросс                 | Танакросс                 | thiit | [θiːtʰ]        | 'жаринки'  | |
| Тода                      | Тода                      | உஇனபஒத | [wɨnboθ]       | 'дев'ять'  | |
| Туркменська               | Туркменська               | sekiz | [θekið]        | 'вісім'    | |
| Тутчоне                   | Північний ділект          | tho | [θo]           | 'pants'    | |
| Тутчоне                   | Південний діалект         | thü | [θɨ]           | 'pants'    | |
| Харсусі                   | Харсусі                   | [θəroː] | [θəroː]        | 'два'      | |
| Хлайська                  | Басадунь                  | [θsio] | [θsio]         | 'один'     | |
| Чжуанська                 | Чжуанська                 | saw | [θaːu˨˦]       | 'мова'     | |
| Шоні                      | Шоні                      | nthwi | [nθwɪ]         | 'три'      | |

## Глухий зубний сибілянтний фрикативний
Глухий зубний фрикативний сибілянт — тип приголосного звука, що існує в деяких людських мовах. Символ Міжнародного фонетичного алфавіту для цього звука — s̪, а відповідний символ X-SAMPA — s_d.

### Властивості
Властивості глухого зубного фрикативного сибілянта:
- Тип фонації — глуха, тобто цей звук вимовляється без вібрації голосових зв'язок.
- Спосіб творення — фрикативний, тобто один артикулятор наближається до іншого, утворюючи вузьку щілину, що спричиняє турбулентність.
- Спосіб творення — сибілянтний фрикативний, тобто повітря скеровується по жолобку на спинці язика за місцем творення на гострий кінець зубів, що спричиняє високочастотну турбулентність.
- Місце творення — зубне, тобто він артикулюється язиком проти верхніх і/або нижніх зубів.
- Це ротовий приголосний, тобто повітря виходить крізь рот.
- Це центральний приголосний, тобто повітря проходить над центральною частиною язика, а не по боках.
- Механізм передачі повітря — егресивний легеневий, тобто під час артикуляції повітря виштовхується крізь голосовий тракт з легенів, а не з гортані, чи з рота.
- Це ламінальний приголосний — його вимовляють передньою частиною язика.[6]

### Приклади
| Мова      | Мова       | Слово | МФА     | Значення  | Примітки                                             |
| --------- | ---------- | ----- | ------- | --------- | ---------------------------------------------------- |
| Іспанська | Андалузька | casa  | [ˈkäs̻̪ä] | 'будинок' | Присутній у діалектах ceceo. Див. Іспанська фонетика |